# 黒田信哉
黒田 信哉（くろだ しんや、1982年5月18日 - ）は、NHKのアナウンサー。

## 人物
愛知県豊橋市出身。愛知県立時習館高等学校、東北大学経済学部卒業後2005年4月に入局。　
- 大分放送局では、3代目となる地上デジタル放送推進大使を務めた。
- 2020年3月から東京アナウンス室に2度目の異動。
- 2023年1月1日のニュース・気象情報（午前0時15分 - 20分、新年初頭のニュース番組）のアナウンサーを担当した。
- 2023年春には、新人アナウンサーの研修の講師を担当。

## 現在の担当番組
- 福島県のニュース
- アナウンスグループ統括
- こでらんに5（編集責任者）
- 福島放送局制作番組の編集責任者
- 番組統括
- はまなかあいづTODAY（編集責任者・武田健太のキャスター代行など）
- NHKニュース845ふくしま（不定期）
- おはようふくしま（不定期）
- 緊急報道（福島放送局発）

## 過去の担当番組
大阪放送局時代（2005年度 - 2007年7月）
- 行くよ!後輩 ほいきた!先輩
- 関西845（不定期）
- 関西のニュース・中継・リポート

大分放送局時代（2007年7月 - 2011年度）
- ニュースTodayおおいた（キャスター）
- ニュース845おおいた（不定期）
- 大分県のニュース・中継・リポート

東京アナウンス（1度目）時代（2012年度 - 2016年度）
- あさイチ（リポーター）
- 情報LIVE ただイマ!（リポーター）
- NHKニュースおはよう日本（リポーター）（2013年4月 - 2016年3月）
  - 番組内コーナー「Check!エンターテイメント」（水曜日7:35頃）コーナー担当：不定期）（2013年4月 - 2016年3月）
- NHKニュースおはよう日本（キャスター：4:30 - 6:25）（2016年4月4日 - 2017年3月）
  - 芳川隆一、田所拓也との1週間ごとのローテーション
- ニュース・気象情報（不定期）
- NHK BSニュース（不定期）

広島放送局時代（2017年度 - 2019年度）
- お好みワイドひろしま（キャスター：2017年4月3日 - 2020年3月27日）
- ひろしまニュース845（不定期）
- 参院選2019広島 開票速報（2019年7月21日）MC
- 広島県・中国地方のニュース

東京アナウンス室（2度目）時代（2020年度 - 2023年6月）
- NHKニュースおはよう日本（リポーター: 2020年3月30日 - 2023年6月）（2度目）
  - ニュースリーダー（2021年11月1日、2日、4日、5日、8日 - 12日）[4]
  - サブキャスター（2022年4月14日、8月8日、8月10日、8月16日 - 19日、[5]、8月22日 - 26日、8月29日 - 9月2日[6]）
- ニュース・気象情報（不定期）
- 国会中継（不定期）
- NHKニュース7
  - 伊藤海彦の代理サブキャスター（2020年8月1日、2日、10日、15日、16日、9月21日、22日、26日[7]）
  - 井上裕貴の代理サブキャスター（2020年10月29日、30日）
- 大雨災害報道応援（松江放送局）（2021年7月8日）
- 広島県・中国地方のニュース（広島放送局応援）（2021年8月5日 - 8月8日）
- 台風9号情報災害報道・NHKニュースおはようちゅうごく（広島放送局応援）（2021年8月9日）
- 全国戦没者追悼式 進行（2022年8月15日）

福島放送局時代（2023年7月 - ）
- 令和6年能登半島地震の緊急報道対応による金沢放送局への応援派遣 (2024年2月14日）